# 威廉·亨利·劳
威廉·亨利·劳（英語：William Henry Low，1795年—1834年3月22日） 是一位美国企业家、商人，来自马萨诸塞州的塞勒姆。他是美国旧中国贸易的先驱之一。1828年，劳在中国广州定居后，被接纳为旗昌洋行的合伙人，被创始合伙人菲利普·阿姆米顿（Philip Ammidon）选为替补。作为公司的高级合伙人，他于1833年退休，招募来他的侄子，阿比埃尔·阿博特·劳（Abiel Abbot Low），次年由妻子和侄女记者哈麗特·洛（Harriet Low）陪伴回家，途中在好望角去世。